# Ammoxenidae
Ammoxenidae Simon, 1893 è una famiglia di ragni appartenente all'infraordine Araneomorphae.

## Etimologia
Il nome deriva dal greco ᾶμμος, àmmos, cioè sabbia, arena e ξένος, xènos, cioè ospite, forestiero, straniero, ed il suffisso -idae, che designa l'appartenenza ad una famiglia.

## Distribuzione
I generi Ammoxenus e Rastellus sono africani, originari della Namibia, del Botswana e del Sudafrica. Invece i generi Austrammo e Barrowammo sono tipici dell'Australia, il primo in tutta l'Australia, il secondo nella sua parte occidentale.

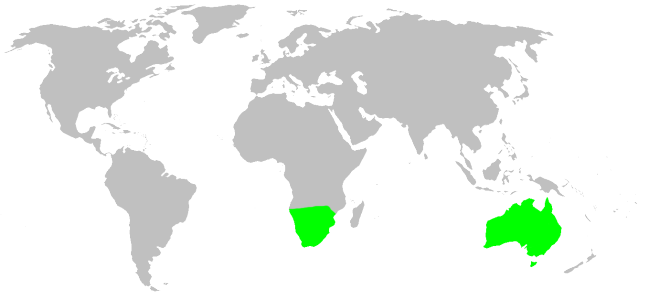
Ammoxenidae, distribuzione

## Tassonomia
Attualmente, a novembre 2020, si compone di quattro generi e 18 specie:
- Ammoxenus Simon, 1893 - Sudafrica, Namibia, Botswana
- Austrammo Platnick, 2002 - Australia, occidentale, meridionale, orientale, Territorio del Nord, Tasmania
- Barrowammo Platnick, 2002 - Australia occidentale
- Rastellus Platnick & Griffin, 1990 - Sudafrica, Namibia, Zimbabwe e Botswana